# Tramwaje w Essen
Tramwaje w Essen – system tramwajowy działający w niemieckim mieście Essen od 1893 roku. Składa się z 7 linii kursujących po torowiskach o rozstawie 1000 mm. Operatorem tramwajów w Essen od 2017 r. jest spółka Ruhrbahn. System ma połączenie z tramwajami w Bochum i Gelsenkirchen poprzez linię nr 108.

## Historia

### Początki
23 sierpnia 1893 r. Bank Handlu i Przemysłu (Bank für Handel und Industrie) oraz przedsiębiorca Herrmann Bachstein otworzyli dwie pierwsze linie tramwajowe w mieście. Pierwsza połączyła dworzec główny przez Kopstadtplatz i Viehofer Platz z dworcem Altenessen, druga wiodła z dworca głównego przez Limbecker Platz, Helenenstraße, Bergeborbeck do Germaniaplatz w Borbeck. 11 lutego 1895 r. Bachstein założył spółkę akcyjną Süddeutsche Eisenbahn-Gesellschaft (SEG), do której wniósł system tramwajowy w Essen.

### Czas kryzysu tramwajów

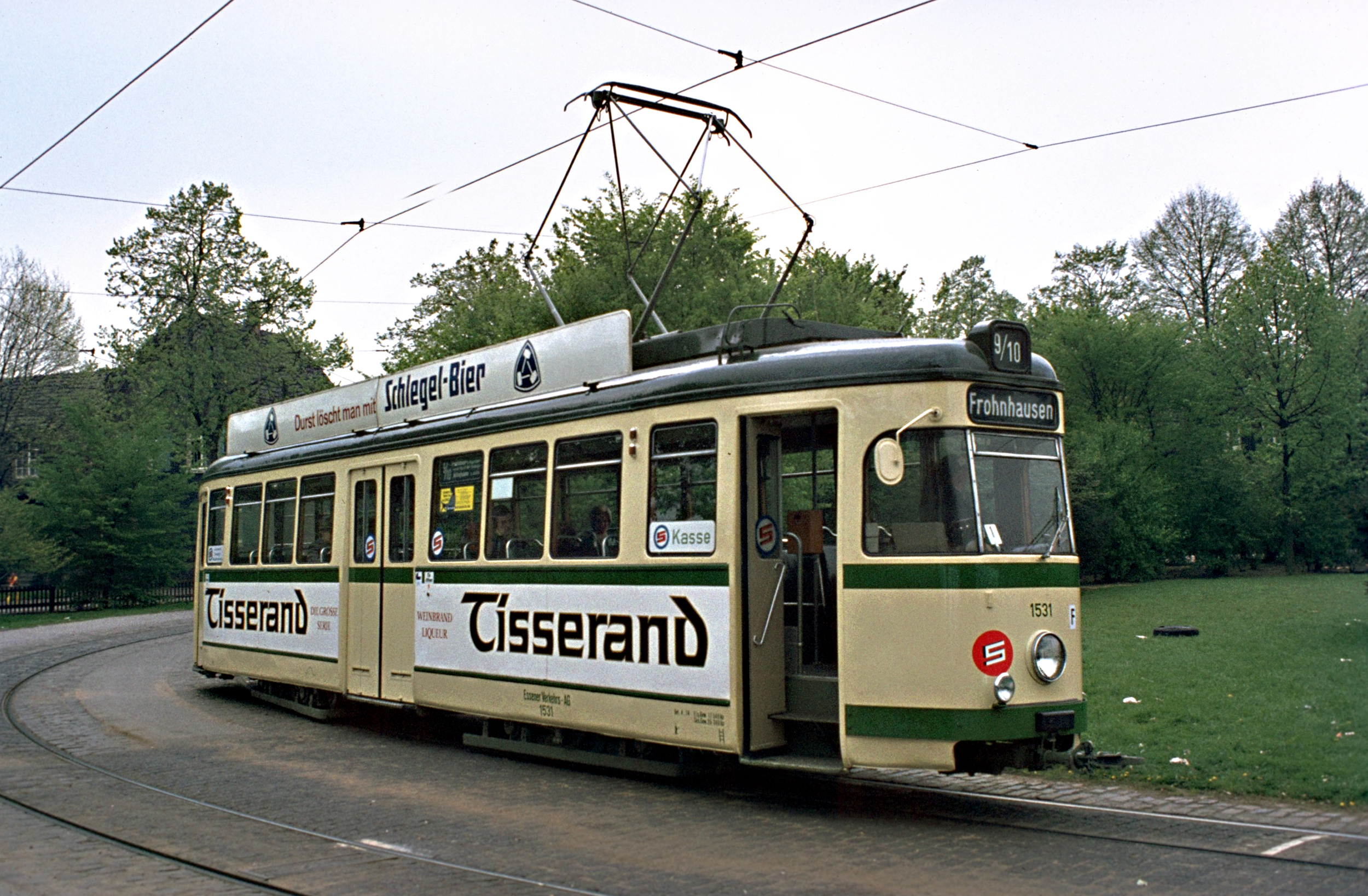
Düwag T4 w Rellinghausen, 1971

5 października 1967 r. oddano do użytku linię tramwajową poprowadzoną w tunelu od dworca do Bredeneyer Straße. Pod koniec lat 60. XX wieku linię podmiejską z Essen do Oberhausen skrócono do granicy Essen w związku z likwidacją całego systemu w granicach Oberhausen. W latach 70. XX wieku zamknięto i rozebrano wiele odcinków torowisk (np. do Beiseweg i Margarethenhöhe) w związku z poszerzaniem ulic i planowaną budową kolei miejskiej.
W latach 1975–1980 do Essen dostarczono łącznie 78 tramwajów typu M8C, M8S i M8D. 27 września 1985 r. zlikwidowano linię tramwajową Wasserturm – Kray i zastąpiono ją duobusami. 28 września 1991 r. otwarto Ost-West-Spange, linię tramwajową, która pozwoliła na przeniesienie tramwajów kursujących w centrum miasta pod ziemię.

### Czas tramwajów niskopodłogowych

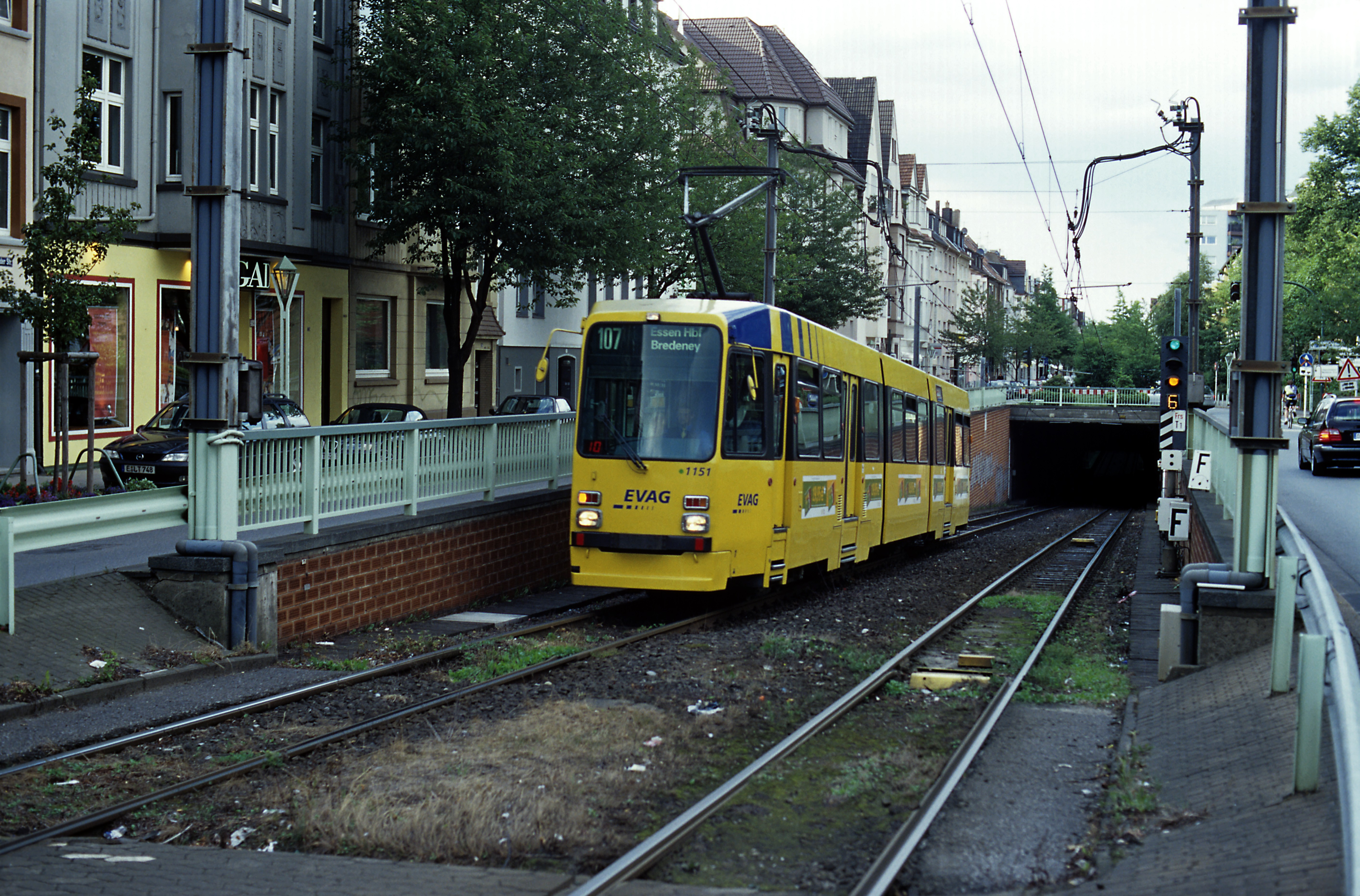
Düwag M8C wyjeżdża z tunelu na Rüttenscheider Straße, 2002

10 października 1997 r. EVAG podpisał umowę z Deutsche Waggonbau AG na dostawę 12 tramwajów typu M8D-NF, a pod koniec 1998 r. skorzystano z opcji dostawy 22 dodatkowych egzemplarzy. 4 września 1999 r. na ulice Essen wyruszył pierwszy niskopodłogowy tramwaj M8D-NF.
W grudniu 2011 Essen zamówiło w zakładach Bombardier 27 tramwajów typu M8D-NF2. Pierwszy dotarł do miasta w 2013 r.
W 2015 r. w Oberhausen odbyło się referendum poświęcone odbudowie linii tramwajowej z Essen, w którym 57% mieszkańców opowiedziało się przeciwko pomysłowi przywrócenia tego połączenia.
Jesienią 2021 r. Bombardier dostarczył do Essen pierwsze dwa tramwaje NF4, ogółem zamówiono 26 egzemplarzy.
W 2024 r. rozpoczęto odbudowę naziemnych torowisk tramwajowych w centrum miasta, które były zlikwidowane w 1991 r. wraz z budową Ost-West-Spange. Prace mają zostać zakończone w 2026 r., po ich zakończeniu nowym odcinkiem torów mają kursować trzy linie. W związku z ich uruchomieniem miasto zamierza zakupić jeszcze sześć tramwajów NF4.

## Linie tramwajowe
Stan z 13 czerwca 2024 r.
| Linia | Trasa |
| ----- | --- |
| 101   | Borbeck Germaniaplatz – Bergeborbeck Bf – Helenenstr. – Rathaus Essen – Essen Hbf – Rüttenscheid – Holsterhausen – Helenenstr. (powrót jako 106)                      |
| 103   | Dellwig Wertstr. – Borbeck – Altendorf – Rathaus Essen – Essen Hbf/Hollestr. (– Huttrop – Steele (S))                                                                 |
| 104   | MH-Ev. Krankenhaus – MH-Stadtmitte – MH-Winkhausen – MH-Grenze Borbeck – E-Schönebeck Abzw. Aktienstr.                                                                |
| 105   | Frintrop Unterstr. – Altendorf – Essen Hbf – Bergerhausen – Rellinghausen Finefraustr. (Naturlinie 105)                                                               |
| 106   | Helenenstr. – Holsterhausen – Rüttenscheid – Essen Hbf – Rathaus Essen – Helenenstr. – Bergeborbeck Bf – Borbeck Germaniaplatz (powrót jako 101)                      |
| 107   | Gelsenkirchen Hbf – Feldmark – E-Katernberg – Abzweig Katernberg – Zollverein – Stoppenberg – Rathaus Essen – Essen Hbf (– Rüttenscheid – Bredeney) (Kulturlinie 107) |
| 108   | Bredeney – Rüttenscheid – Essen Hbf – Rathaus Essen – Altenessen Bf                                                                                                   |
| 109   | Frohnhausen Breilsort – Berthold-Beitz-Boulevard – Rathaus Essen – Huttrop – Steele (S)                                                                               |

## Tabor

### Liniowy
Stan z 1 grudnia 2023 r.
| Zdjęcie | Typ                               | Liczba | Lata produkcji | Numery taborowe             |
| ------- | --------------------------------- | ------ | -------------- | --------------------------- |
|         | Düwag M8C                         | 21     | 1980–1990      | 1151–1180; 1403; 1405; 1415 |
|         | Adtranz/Bombardier Flexity M8D-NF | 34     | 1999–2001      | 1501–1534                   |
|         | Bombardier Flexity M8D-NF2        | 27     | 2013–2015      | 1601–1627                   |
|         | Alstom Flexity M8D-NF4            | 22     | 2021–2024      | 1051–1066; 1077–1082        |

### Historyczny
| Zdjęcie | Typ              | Numery taborowe | Rok produkcji |
| ------- | ---------------- | --------------- | ------------- |
|         | Herbrand T2      | 25              | 1900          |
|         | Uerdingen T2     | 144             | 1921          |
|         | Linke-Hofmann T2 | 216             | 1927          |
|         | Düwag T2         | 888             | 1949          |
|         | Düwag T4         | 1501            | 1951          |
|         | Düwag T4         | 227             | 1955          |
|         | Westwaggon T3    | 322             | 1957          |
|         | Düwag GT4        | 705             | 1959          |
|         | Düwag GT6        | 259             | 1960          |
|         | Düwag GT8        | 1753            | 1962          |
|         | Düwag B4         | 2521            | 1962          |